# 山田正孝
山田 正孝（やまだ まさたか、1908年（明治41年）4月11日 - 1995年（平成7年）10月16日）は、日本の洋画家、教育者。長崎県長崎市出身。
代表作に「長崎の唐寺境内」、三部作「長崎の家」「長崎の丘」「長崎の庭」など。

## 略歴
1908年（明治41年）、長崎県長崎市に生まれる。
1933年（昭和8年）に大阪美術学校を卒業、同年第1回東光展に作品が入選。
1937年（昭和12年）より郷里長崎県に戻り、長崎市立商業学校の教諭を務める。
戦後の1950年（昭和25年）から1952年（昭和27年）にかけて3年連続で日展に出品した3部作「長崎の家」「長崎の丘」「長崎の庭」が全作入選した。
1966年（昭和41年）に東光会委員に推挙を受け、1969年（昭和44年）には東光会審査員を務める。
1975年（昭和50年）には長崎県美術協会の副会長に推挙された。
1995年（平成7年）死去。